# That's What I Am
That's What I Am es una película de 2011 del género comedia dramática. Dirigida por Michael Pavone y protagonizada por Ed Harris y Chase Ellison. La película fue estrenada el 29 de abril de 2011 y el 15 de julio en DVD.

## Trama
Un suceso de cosas ocurren en el año 1965, tomando como protagonista a un joven de 13 años, Andy Nichol (Chase Ellison), un estudiante brillante que al igual que la mayoría de los niños de su edad, hará lo que sea para evitar hacer el ridículo y de no recibir burlas de sus compañeros de secundaria. El Sr. Simon (Ed Harris), es el profesor de Andy el cual es el favorito de todos los estudiantes, sobre todo para el par de Andy, que al igual que él son los marginados de su escuela, también conocido como "Big G" (Alexander Walters). Recibe las burlas de sus compañeros por su cabello colorín, su cabeza de gran tamaño comparado con su cuerpo y sus orejas grandes. "Big G" ha sido objeto de burlas desde la escuela primaria. En poco tiempo, Andy aprenderá que no había realmente un método detrás de la locura del Sr. Simon, de por qué se unió a estos dos. Como se desarrolla la historia, el Sr. Simon se encuentra en el blanco de un rumor malintencionado divulgago por el director Kelner (Amy Madigan). Quien suspende a un matón de la escuela por haber golpeado brutalmente a una compañera de clase, porque pensaba que tenía "piojos". Cuando Andy y "Big G" toman valor para enfrentarse al matón de la escuela, se desencadena una serie de acontecimientos que cambian la vida de los dos muchachos. Para sorpresa de Andy, "Big G" es un ser humano brillante, amable, tolerante y decente que tiene más dignidad que nadie nunca se ha encontrado con Andy.

## Reparto
- Ed Harris es Mr. Simon
- Molly Parker es Mrs. Nichol
- Amy Madigan es Principal Kelner.
- Chase Ellison es Andy Nichol.
- Randy Orton es Ed Freel.
- Daniel Roebuck es Mr. Nichol
- Mia Rose Frampton es Mary Clear.
- Cameron Deane Stewart es Carl Freel.
- Daniel Yelsky es Norman Gunmeyer.
- Alexander Walters es Stanley "Big G" Minor.
- Camille E. Bourgeois III es Jason Freel.
- Jordan Reynolds es Ricky Brown.
- Brett Lapeyrouse es Bruce Modak.
- Greg Kinnear es Narrator (no aparece en créditos).